# August Plum
Poul August Plum (født 13. maj 1815 i København, død 27. juli 1876 i Fredensborg) var en dansk genremaler.
Plum var søn af lysestøber, kaptajn Hans Jacob Plum (1783-1835) og Petra Magdalene født Halse (1786-1864). Han besøgte Kunstakademiet og begyndte allerede at udstille 1834, men da han ville være genremaler, vandt han kun den lille sølvmedalje. To ungdomsarbejder, Et sjællandsk Hestemarked (1839) og Afsked fra Mesteren (1844), blev købt til Den Kongelige Malerisamling. I tiden mellem disse to billeder var han i Nordamerika fra 1839 til 1841, men kom derefter ifølge kongens ønske med Galathea på dennes jordomsejling (1845-47). Såvel denne treårige rejse som et senere toårigt ophold til Belgien, Paris og Düsseldorf 1850-53, med Akademiets rejseunderstøttelse, for størstedelen i Düsseldorf, gav hans kunst et så udenlandsk snit, at den ikke ret fandt anklang i de herskende kredse. Men trods svaghed i tegningen vandt hans lune og kraftige, om end konventionelle, kolorit ham ikke få venner, og i hans seneste arbejde, En Rejseerindring, var han modnet til en selvstændig udpræget kunstnerpersonlighed.
Plum var gift to gange:
1. I 1854 med Mariane Laurentze født Hasse (1811-1872),
2. I 1873 med Emilie født Hoppe (født 1836), datter af professor B.A. Hoppe.

## Værker
- En dreng som sælger cigarer (udstillet 1834)
- En gammel bondekone læsende i sin bibel (1835, tidligere Christian VIII's samling)
- Et sjællandsk hestemarked (ca. 1839, Statens Museum for Kunst)
- En læredrengs afsked med mesteren (1844, Statens Museum for Kunst)
- Portræt af en inder (1845-47)
- En indisk vekselerer (1850)
- En søndagmorgen i Westphalen (udstillet 1858)
- Efter sommerferien (udstillet 1871, tidligere i Den Hirschsprungske Samling)
- Landskabsstudie fra Indien (tidligere i Johan Hansens samling)
- Tahitiske piger bringer frugt til korvetten Galathea (tidligere i Johan Hansens samling)
- Portræt af maleren Moritz Unna (tidligere i Johan Hansens samling)
- C.E.F. Weyse (tegning, Det Nationalhistoriske Museum på Frederiksborg Slot)
- Fra Galatheaekspeditionen (tegning, M/S Museet for Søfart)

Bogillustrationer:
- S.A. Bille: Beretning om Corvetten Galatheas Rejse omkring Jorden, 1849-51.